# Acronicta raphael
Acronicta raphael är en fjärilsart som beskrevs av Charles Oberthür 1884. Acronicta raphael ingår i släktet Acronicta och familjen nattflyn. Inga underarter finns listade i Catalogue of Life.